# Eric af Palén
Eric Johan af Palén, före adlandet 1770 Palén, född 15 maj 1716, död 6 september 1788 i Klara församling, Stockholm, var en svensk ämbetsman.

## Biografi
Eric Palén var son till häradshövding Abraham Paléen och Margareta Catharina Tigerstedt. Han var far till Axel af Palén.
Palén blev protokollsekreterare 1757 och var sekreterare i bondeståndet vid riksdagarna 1756/58, 1762/63 och 1769/70 samt bondeståndet fullmäktig i Manufakturkontoret 1756-66. Han blev lagman i Norrfinne lagsaga 1766 och adlades 1770. Palén utövade som bondeståndets sekreterare ett betydande inflytande i hattvänlig riktning. Då Palén, ännu ofrälse, sökte ett ledigt vicepresidentsämbete i Åbo hovrätt 1769, gav det anledning till en häftig ståndsstrid. Efter delningen av lagsagan 1776 fortsatta han som lagman i den södra delen, Åbo och Björneborgs lagsaga.